# Sapiens: Uma Breve História da Humanidade
Sapiens: Uma Breve História da Humanidade  (em hebreu: קיצור תולדות האנושות‎, [Ḳitsur toldot ha-enoshut]) é um livro de Yuval Harari publicado primeiramente em 2014, embora tenha sido lançado originalmente em Israel em 2011, com o título Uma Breve História do Gênero Humano. Harari cita o livro Armas, Germes e Aço, do autor Jared Diamond como uma das maiores inspirações para o livro, mostrando que era possível "fazer muitas grandes perguntas e respondê-las cientificamente".
O livro aborda a História da Humanidade desde a evolução arcaica da espécie humana na idade da pedra, até o século XXI. Seu principal argumento é que o Homo sapiens domina o mundo porque é o único animal capaz de cooperar de forma flexível em largo número e o faz por ser a única espécie capaz de acreditar em coisas que não existem na natureza e são produtos puramente de sua imaginação, tais como deuses, nações, dinheiro e direitos humanos. O autor afirma que todos os sistemas de cooperação humana em larga escala - incluindo religiões, estruturas políticas, mercados e instituições legais - são, em última instância, ficção. Outros argumentos relevantes do livro são os de que dinheiro é um sistema de confiança mútua; o capitalismo é uma religião e não apenas uma teoria econômica; o império tem sido o sistema político mais bem sucedido dos últimos 2000 anos; o tratamento dado a animais domésticos está entre os piores crimes da História; as pessoas hoje não são necessariamente mais felizes que no passado; e os humanos estão atualmente em um processo de modernização de seus deuses.

## Conteúdo
Harari divide o livro em quatro partes, são elas:
- Parte um: A Revolução Cognitiva
  - Um animal insignificante
  - A árvore do conhecimento
  - Um dia na vida de Adão e Eva
  - A inundação
- Parte dois: A Revolução Agrícola
  - A maior fraude da história
  - Construindo pirâmides
  - Sobrecarga de memória
  - Não existe justiça na história
- Parte três: A unificação da humanidade
  - A seta da história
  - O cheiro do dinheiro
  - Visões imperiais
  - A lei da religião
  - O segredo do sucesso
- Parte quatro: A Revolução Científica
  - A descoberta da ignorância
  - O casamento entre ciência e império
  - O credo capitalista
  - As engrenagens da indústria
  - Uma revolução permanente
  - E eles viveram felizes para sempre
  - O fim do Homo sapiens
- Epílogo: O animal que se tornou um deus

### A Revolução Cognitiva
Harari designa a memória, a capacidade de aprender e de se comunicar como as habilidades cognitivas que se desenvolveram no Homo sapiens cerca de 70 mil anos a.C. Teve início aí a construção de estruturas mais complexas que hoje chamamos de cultura, ou civilização. O homem começou a expandir seu território, primeiramente no Oriente próximo e, em seguida, em toda a Eurásia. Mais tarde, de barco, também ocupou a Austrália e Oceania. Os primeiros objetos que se podem ser classificados como arte e joias surgiram nessa época.

### A Revolução Agrícola
Como consequência de um crescente número de indivíduos em uma mesma região, o Homo sapiens tornou-se sedentário e começou a praticar a agricultura, a pecuária, e domesticou animais selvagens. Harari chama isso de a revolução agrícola. Povoações fixas foram criadas. Deste modo, mais homens puderam alimentar-se. As desvantagens de se fixar em um mesmo lugar eram uma carga de trabalho incomumente pesada, uma dieta menos variada, uma maior densidade populacional nessas regiões, a proliferação de doenças e a busca por sempre mais bem-estar (a "armadilha do luxo").
Por causa das inseguranças sazonais e climáticas de uma vida campestre, o homem criou reservas de suprimentos. Essas posses acumuladas despertaram, contudo, o interesse de terceiros. Formou-se então um sistema de elites e dominadores para proteger os fazendeiros ou roubar fazendeiros de outros assentamentos. As elites acumularam riquezas e formaram áreas de domínio. Eles firmaram seu sistema por meio de ordens culturais ou religiosas, nas quais todos acreditavam. Para melhor organizar a vida em comum nessas novas condições, o homem desenvolveu meios auxiliares, como o sistema numérico e a escrita, e surgiram estruturas hierárquicas na sociedade.

### A unificação da humanidade
Harari designa por união da humanidade o processo pelo qual culturas individuais absorvem outras culturas, total ou parcialmente. Harari também vê aí uma revolução. As bases desse processo são, conforme suas palavras, a ordem do dinheiro, a dos impérios e a das grandes religiões. O dinheiro tornou a troca muito mais eficiente, opondo-a ao escambo; ele facilitou o armazenamento de riquezas e possibilitou o transporte de valores materiais. Harari designa o dinheiro como um produto da fantasia: "A confiança é a matéria-prima com a qual as moedas são cunhadas." Impérios unificaram diferentes civilizações e criam, assim, uma cultura dominante, a qual continua a se desenvolver, mesmo após o ocaso do império. A religião foi a terceira grande força que contribuiu para a união da humanidade; ela trata da ordem sobre-humana e lhe dá um fundamento estável na forma de normas e valores unitários.

### A Revolução Científica
Aproximadamente há 500 anos, teve início a revolução científica, cuja dinâmica se intensificou nos últimos dois séculos. O homem percebeu que, por meio da investigação científica e de novas tecnologias, é possível alcançar poder e riqueza. Os impulsionadores desse desenvolvimento foram o imperialismo e o capitalismo. Ambos tiveram origem primeiro na Europa, e depois também na América do norte e em seus governos e corporações. Surgiram mercados financeiros, que aceleraram o desenvolvimento econômico com base na prospectiva de obtenção de lucro.
Devido aos avanços da medicina, a expectativa de vida aumentou. O número de pessoas no planeta ao longo da revolução científica passou de cerca de 500 milhões no século XVI para mais de 7,5 bilhões. A economia industrial resolveu o problema da escassez e a substituiu, hoje, pela ética do consumo. As consequências disso são a destruição do meio ambiente, a dissolução dos laços familiares, uma crescente influência do Estado no indivíduo e o surgimento de comunidades "inventadas" (por exemplo, estados-nações).
O fim do imperialismo, a paz atômica, um considerável aumento do bem-estar material e os avanços da medicina moldam nosso presente. Harari investiga se o homem está mais feliz hoje e determina que a felicidade depende de nossas sensações subjetivas (ou da falta delas), que são influenciadas pela bioquímica. Depende também do sentido (ou da falta de sentido) da vida. Harari avalia a biotecnologia e o desenvolvimento de vida não-orgânica com grande preocupação, pois eles podem colocar o "design inteligente" no lugar da seleção natural, e o homem não saberá o que fazer com esse conhecimento.

## Recepção
Traduzido para mais de 30 idiomas, o livro venceu o prêmio da Biblioteca Nacional da China's Wenjin Book Award em 2015. O livro foi selecionado por Mark Zuckerberg, fundador do Facebook, para o seu Clube do Livro Online, em 2015.

## Edições em português
- Sapiens: História Breve da Humanidade, tradução de Rita Carvalho e Guerra. Elsinore, 1a. edição, novembro de 2013. ISBN 978-989-8864-08-6

## Nota
- Este artigo foi inicialmente traduzido, total ou parcialmente, do artigo da Wikipédia em alemão cujo título é «Eine kurze Geschichte der Menschheit».